# A Romance of Happy Valley
A Romance of Happy Valley is een Amerikaanse dramafilm uit 1919 onder regie van D.W. Griffith.

## Verhaal
John Logan verlaat zijn ouders en zijn geliefde om zijn geluk te beproeven in de grote stad. Jaren later keert hij terug als een rijk man. Zijn verbitterde vader herkent hem niet meer en wil hem vermoorden voor zijn geld.

## Rolverdeling
| Acteur              | Personage           |
| ------------------- | ------------------- |
| Lydia Yeamans Titus | Oude vrouw          |
| Robert Harron       | John L. Logan jr.   |
| Kate Bruce          | Mevrouw Logan       |
| George Fawcett      | John L. Logan sr.   |
| Lillian Gish        | Jennie Timberlake   |
| George Nichols      | Vader van Jennie    |
| Adolph Lestina      | Vinegar Watkins     |
| Bertram Grassby     | Judas               |
| Porter Strong       | Zwarte boerenknecht |